# Pierre Lévy (philosophe)
Pour les articles homonymes, voir Lévy et Pierre Lévy.
Pierre Lévy, né en 1956 en Tunisie, est un philosophe, sociologue et chercheur en sciences de l'information et de la communication (SIC) français qui étudie l'impact d'Internet sur la société, les humanités numériques et le virtuel. Son travail est cité dans le champ de l'information ethics (en), ou éthique appliquée aux NTIC. Il a théorisé la notion d'intelligence collective et tenté de créer un métalangage pour le numérique, baptisé IEML (Information Economy Meta Language).

## Biographie
Pierre Lévy complète une maîtrise d'histoire des sciences sous la direction de Michel Serres en 1980, à Paris (La Sorbonne). Il devient également docteur en sociologie en 1983, à l'EHESS, sous la direction de Cornelius Castoriadis. Il obtient en 1991 une habilitation à diriger des recherches (HDR) en sciences de l'information et de la communication (Université Stendhal à Grenoble).
Il est ainsi formé au sein de la philosophie française contemporaine, et sa pensée se place explicitement dans la continuité des philosophies du processus comme celles de Michel Serres, Gilles Deleuze et Martin Heidegger. Pierre Lévy est aussi un lecteur des philosophes médiévaux, en particulier des aristotéliciens juifs et musulmans, comme Al-Fârâbî, Avicenne, Maïmonide et Averroès. Il leur reprend les termes de virtualitas (virtualité/puissance) et d'intellect agent afin de définir l'intelligence collective moderne qui s'exprime à travers les réseaux numériques.
Pierre Lévy est intéressé par les ordinateurs et Internet, en tant que moyens capables d'augmenter non seulement les capacités de coopération de l'espèce humaine dans son ensemble, mais également celles des collectifs tels que les associations, entreprises, collectivités locales et groupes d'affinités. Il soutient qu'en tant que moyen, la fin la plus élevée d'Internet est l'intelligence collective. Toutefois, il estime que l'intelligence collective n'est en aucun cas un concept nouveau, mais qu'elle a déjà été pensée par des philosophes du passé. Il s'inspire en effet de la tradition farabienne de l'angélologie, construite par des Perses et des Juifs à partir d'une interprétation néoplatonicienne, en tentant de remplacer la transcendance propre à cette pensée par une interprétation immanente qui fait d'Internet, et non de l'Ange comme intelligence générique, le moteur de l'intelligence collective. Son ouvrage sur La Machine Univers a fait l'objet de vifs débats au sein des communautés en informatique et sciences de l'information et de la communication.
Pierre Lévy fonde en 1992, avec Michel Authier, la société Trivium, devenue Triviumsoft, qui développe et commercialise le logiciel et la méthode des arbres de connaissances.
Pierre Lévy occupe la chaire de recherche sur l'intelligence collective à l'Université d'Ottawa de 2002 jusqu'à 2016. Auparavant, il a enseigné à l'Université du Québec à Trois-Rivières (Canada), au département hypermédia de l'Université de Paris VIII, à l'Université des sciences de Limoges pour le master 2 « Communautés virtuelles et management de l'intelligence collective via les réseaux numériques » et au département de sciences de l'éducation de l'Université Paris X Nanterre. Il a fait un rapport sur la « cyberculture » pour le Conseil de l'Europe, publié en 1997.
Il a collaboré à plusieurs reprises avec la revue philosophique et politique Multitudes. Il a publié des articles sur l'intelligence collective, Internet, Google et la propriété intellectuelle.
En 2004, il devient membre élu de la Société royale du Canada, aussi appelée les Académies des arts, des lettres et des sciences du Canada.
En 2006, Pierre Lévy a lancé le projet « Information Economy Meta Language » ou IEML : il cherche à créer une langue artificielle conçue pour être simultanément manipulable de manière optimale par les ordinateurs et capable d'exprimer les nuances sémantiques et pragmatiques des langues naturelles. Ce métalangage peut notamment servir à la gestion des connaissances et à l'adressage sémantique des données numériques.
Dans son livre Sphere 1 paru en 2011, Pierre Lévy exprime l'idée que l'Homme est en mesure de prendre en charge son évolution, notamment celle de son intelligence, ce qui serait, selon lui, une première dans l'histoire du monde animal. En 2019, il sort le troisième et dernier volume de La Sphère Sémantique, intitulé Le Livre Blanc d’IEML, le métalangage de l’économie de l’information.

## Projet IEML

### Structure du métalangage
L'IEML (Information Economy Meta Language) se veut, selon son concepteur, un langage artificiel qui a pour but de représenter l'intelligence collective.
IEML est un langage régulier et infini selon la classification de Chomsky,. Il est construit à partir de six éléments primitifs (vide, virtuel, actuel, signe, être, chose), qui forment sa première couche. Une opération générative permet de composer les éléments primitifs en triplets (substance, attribut, mode) pour former les mots de la deuxième couche et ainsi de suite récursivement jusqu'à la sixième couche. C'est ainsi que sont construits les trois mille mots du langage. Comme les mots, les phrases sont générées par une opération générative. La phrase IEML se compose de neuf rôles: racine (verbe ou nom), sujet, objet, destinataire, cause, temps, lieu, intention et manière. Les rôles sont précisés par des auxiliaires tandis que verbes et noms sont modifiés par des flexions. Des jonctions permettent de connecter des phrases ou des membres de phrases de même rôle. La phrase est récursive, c'est-à-dire que le rôle d'un mot peut être joué par une phrase.
Les expressions IEML peuvent être automatiquement traduites en matrices et en divers types de graphes, ce qui autorise des calculs algébriques et topologiques.

### Une architecture orientée services Web
Les principaux services envisagés en 2008 concernent l'aide à l'édition d'expressions IEML, la production d'objets géométriques (matrices, graphes) à partir d’expression IEML, la production de dictionnaires, l'organisation d'ontologies (au sens informatique de réseaux formalisés de concepts), le taggage ou balisage de documents en IEML, l'évaluation d’informations taguées en IEML selon divers jeux d'économie de l'information et la recherche d’information.
Une version de l'IEML est théorisée dans La Sphère sémantique en 2011.
En 2021, le dictionnaire et la grammaire sont achevés et un éditeur est en cours de construction. L'objectif annoncé est de le faire circuler dans la communauté des scientifiques connectés, avant un éventuel élargissement possible.

### Critiques
Les critiques d'IEML lui reprochant d'être un langage fini trop simple pour représenter le sens ne correspondent plus à l'état actuel du langage, qui possède une grammaire régulière et permet de construire une infinité de phrases.
Jean-Michel Besnier, philosophe, a critiqué ce qui est selon lui une « utopie » défendue par Pierre Lévy, d'inspiration hégélienne et bouddhique. Il la décrit comme une « expérience métaphysique d'un projet de totalisation du sens qui, une fois réalisé, confine à l'absurde ». Mais Jean-Michel Besnier n'avait pas accès - en 2002 - à la dernière version du langage, dont la structure est maintenant proche de celle des langues naturelles.

## Publications

### Œuvres
- La Machine univers. Paris : La Découverte, 1987.
- Les Technologies de l'intelligence. Paris : La Découverte, 1990.
- L'idéographie dynamique. Vers une imagination artificielle ?. Paris : La Découverte, 1992.
- De la programmation considérée comme un des beaux-arts. Paris : La Découverte, 1992.
- Les Arbres de connaissances. Paris : La Découverte, 1992 (avec Michel Authier).
- L'Intelligence collective. Pour une anthropologie du cyberespace. Paris : La Découverte, 1994.
- Qu'est-ce que le virtuel ?. Paris : La Découverte, 1995. Manuscrit en ligne.
- Cyberculture. Paris : Éditions Odile Jacob, 1997.
- World Philosophie : le marché, le cyberespace, la conscience. Paris : Éditions Odile Jacob, 2000.
- Cyberdémocratie. Essai de philosophie politique. Paris : Éditions Odile Jacob, 2002.
- Le Feu libérateur. Paris : Arléa, 2006.
- La Sphère sémantique 1. Computation, cognition, économie de l'information, Paris et Londres : Hermès-Lavoisier, 2011.

### Articles
- Pierre Lévy, « L'invention de l'ordinateur », dans Michel Serres (dir.), Éléments d'histoire des sciences, Paris, Bordas, 1989.
- Christian Perrot, « Vers une anthropologie du cyberspace. Entretien avec Pierre Lévy », Nouvelles clés, no 9, 1996.
- Pierre Lévy, « La montée vers la noosphère », Sociologie et sociétés, vol. 32, no 2,‎ 2000, p. 19-30 (lire en ligne [PDF], consulté le 16 avril 2017).
- Pierre Lévy, « L'anneau d'or : intelligence collective et propriété intellectuelle », Multitudes, no 5,‎ mai 2001 (lire en ligne, consulté le 16 avril 2017).
- Pierre Lévy, « Internet : de quel séisme parle-t-on ? », Multitudes, no 32,‎ printemps 2008 (lire en ligne, consulté le 16 avril 2017).
- Pierre Lévy, « Au-delà de Google Les voies de l'intelligence collective », Multitudes, no 36,‎ été 2009 (lire en ligne, consulté le 16 avril 2017).
- Pierre Lévy, « La pyramide algorithmique », sur Sens Public, 15 décembre 2017 (consulté le 8 février 2019).
- Pierre Lévy, « Le rôle des humanités numériques dans le nouvel espace politique », sur Sens Public, 21 janvier 2019 (consulté le 8 février 2019).
- Pierre Lévy, « Être et mémoire », sur Sens Public, 15 avril 2019 (consulté le 21 octobre 2019).

### Préface
- Stéphane Vial (préf. Pierre Lévy), L'Être et l'Écran : Comment le numérique change la perception, Paris, Presses universitaires de France, 2013, 336 p. (ISBN 978-2-13-062170-6).